# Belonium incurvatum
Belonium incurvatum är en svampart som beskrevs av Graddon 1980. Belonium incurvatum ingår i släktet Belonium, ordningen disksvampar, klassen Leotiomycetes, divisionen sporsäcksvampar och riket svampar.   Inga underarter finns listade i Catalogue of Life.